# Dolmen des Landes
Le dolmen des Landes est un mégalithe, dont le type est incertain, situé à L'Île-d'Yeu, dans le département français de la Vendée.

## Historique
L'édifice est mentionné en 1883 par Olivier-Jules Richard dans son Guide de l'Île d'Yeu. Il est classé au titre des monuments historiques en 1889.

## Description
L'édifice est inclus dans un tumulus ovalaire mesurant plus 20 m de long du nord au sud et environ 10 m d'est en ouest. En 1907, Marcel Baudouin visite le site, fouille le monument et le restaure partiellement. Il découvre deux dalles, l'une encore dressée et l'autre couchée sur le flanc est du tumulus.
À l'époque, la dalle no 1 est orientée est-ouest et elle mesure 2,15 m de long et 0,50 m d'épaisseur pour une hauteur hors-sol de 0,50 m après fouille. Elle est enfouie sur 0,70 m de profondeur En creusant au pied de la pierre, côté nord, Beaudouin découvrit des pierres de calage. Baudouin croit y reconnaître la dalle de chevet d'un dolmen dont la chambre ouvrirait au sud. Constatant que sur sa face nord, cette dalle comporte 13 cupules dont certaines enterrées, Baudouin décida d'aménager un petit puits afin de les rendre visibles. Désormais cette dalle est fractionnée en deux morceaux. Il se pourrait que la dalle no 1 corresponde à un ancien affleurement sur lequel furent creusées des cupules avant qu'une dalle n'en soit détachée.
La dalle no 2 est disposée en équerre avec l'angle est  d'un des deux fragments de la dalle no 1. Elle mesure 1,50 m de long, 1,30 m de haut et 0,25 m d'épaisseur au centre de la dalle. Sa position actuelle résulte de la restauration de Baudouin.
Toutes les dalles sont en orthogneiss.
La nature même de l'édifice demeure donc incertaine, il pourrait aussi bien s'agir d'un dolmen que d'un coffre mégalithique, voire d'un menhir.
Baudouin découvrit, au sud de la dalle no 1, 5 petits galets et 7 éclats de silex.